# Antsiranana
Antsiranana je město v severním Madagaskaru, hlavní město regionu Diana. Do roku 1975 se jmenovalo Diego Suarez po portugalském mořeplavci jménem Diogo Soares.

## Historie
Město vzniklo okolo přirozeného přístavu. Vzhledem k tomu, že Antsiranana leží vůči zbytku Madagaskaru v nevýhodné poloze, tak význam přístavu je omezený. Nejdříve byl tento přístav využíván jako uhelná stanice pro parníky, později se stal základnou francouzského námořnictva, které zde zůstalo až do roku 1973, kdy revoluční madagaskarská vláda nařídila jeho odchod.